# Вулиця Балкова (Львів)
Ву́лиця Ба́лкова — вулиця у Личаківському районі міста Львова, місцевість Старе Знесіння. Пролягає від Старознесенської вулиці до залізничної колії.
У 1933 році вулиця отримала назву Дворська. Сучасна назва — з 1950 року, ймовірно, через особливості рельєфу місцевості.
Забудова вулиці складається з одноповерхових конструктивістських будинків 1930-х років та промислової забудови.